# GSM 1900
GSM 1900 (nazywany także Personal Communications Service (PCS), lub PCS 1900) – standard GSM, w którym transmisja mowy i danych może odbywać się w paśmie częstotliwości 1850–1990 MHz.
Obecnie używany jest w większości państw Ameryki Północnej i Południowej.

## Historia powstania i rozwój standardu
Prace nad tym systemem (którego ówczesna nazwa brzmiała PCS 1900) zostały rozpoczęte w USA przez instytut standaryzacyjny ANSI w roku 1995 i bazowały na specyfikacjach GSM utworzonych przez ETSI. Zaadaptowano pasmo 1900 MHz, ponieważ częstotliwości wokół 1800 MHz (zdefiniowane w specyfikacji ETSI) były już używane w USA przez organizacje rządowe. Specyfikacja uwzględniała także pewne usprawnienia w przesyłaniu głosu i danych względem swojego europejskiego odpowiednika, aby móc skutecznie konkurować z innymi rodzajami sieci używanymi na terenie Stanów Zjednoczonych (IS-95 bazujące na technologii dostępu CDMA i IS-136 bazujące na technologii dostępu TDMA). Na przykład:
- nowy kodek GSM, dzięki któremu system oferował lepszą jakość dźwięku: Enhanced Full Rate (EFR).
- możliwość przesyłania danych z szybkością 14,4 kbit/s.

ANSI i ETSI stały się później członkami konsorcjum standaryzacyjnego 3GPP, a te udoskonalenia stały się także częścią specyfikacji innych standardów GSM. Pierwsze sieci pracujące w tym standardzie zostały uruchomione w 1996.
W 1997 oficjalna nazwa standardu została zmieniona na GSM 1900.

## Aspekty techniczne
Sieć szkieletowa (ang. Core Network) i usługi oferowane w GSM są niezależne od standardu na którym oparto budowę sieci (aby zapoznać się z architekturą i możliwościami sieci GSM, przeczytaj artykuł GSM). To co wyróżnia poszczególne standardy, to rozwiązania stosowane w sieci radiowej (ang. Radio Access Network).

### Używane częstotliwości
W standardzie GSM 1900 używa się 299 częstotliwości rozłożone co 200 kHz (tak zwane PCS 1900 Band).
- 1850 MHz do 1910 MHz jako uplink, czyli częstotliwości na których telefony komórkowe nadają sygnał odbierany przez stacje bazowe.
- 1930 MHz to 1990 MHz jako downlink, czyli częstotliwości na których stacje bazowe nadają sygnał odbierany przez telefony komórkowe[3].

### Rozmiar komórek
Maksymalny zasięg komórki w systemie GSM 1900 nie przekracza około 8 km, te ograniczenie w porównaniu ze standardem GSM 900 bierze się głównie z faktu, że do emisji sygnału na wyższych częstotliwościach trzeba użyć większej energii.

### Współdziałanie z innymi standardami GSM
Wielu operatorów sieci w standardzie GSM 1900, stara się też (o ile umożliwiają im to uzyskane licencje) budować sieci w standardzie GSM 850. W takim przypadku istnieje wspólna sieć szkieletowa (ang. Core Network), a niezależnie rozwijane są systemy stacji bazowych dla obydwu standardów GSM. Oferowane obecnie telefony umożliwiają transmisję w obu standardach, możliwe jest też przemieszczanie się podczas rozmowy pomiędzy stacjami bazowymi pracującymi w różnych standardach bez utraty połączenia (handover).
Zdarzają się też rozwiązania typu GSM 900/GSM 1900, np. sieć Claro należąca do gwatemalskiego operatora Sercom.